# Солар II
Солар II (бел. Солар ІІ) — крупнейшая в Беларуси солнечная электростанция.

## Описание
Занимает площадь более 41 гектар и состоит из примерно 84 164 солнечных панелей. Электростанция находится в деревне Соболи на юге Беларуси. Брагинский район  — самый южный район Беларуси. Здесь 1900 солнечных часов в году, это всего лишь на 10% меньше, чем в Сочи.
Фотоэлектрические модули соединены 730 км кабеля. Для преобразования постоянного тока установлено 617 инверторов с напряжением 0,4 кВ. Десять трансформаторных подстанций повышают напряжение до 20 кВ. Единственный трансформатор фирмы Siemens увеличивает напряжение до 110 кВ и передаёт электроэнергию в линию протяжённостью 4,5 км, в конце которой находится высоковольтная подстанция «Брагин».
Ключевой особенностью данной станции является то, что она построена на территории, которая пострадала от аварии на Чернобыльской АЭС. Таким образом земли малопригодные для ведения сельского хозяйства становятся востребованы для производства электроэнергии.
Стоимость сооружения составила 24 млн евро.

## Строительство
Построена белорусской компанией А1 совместно с ОАО «Брагинагросервис» и местными подрядными организациями. Во время строительства СЭС было создано 60 рабочих мест.